# Tramlijn Zutphen - Deventer
De tramlijn Zutphen - Deventer liep van 1926 tot 1944 van het station in Zutphen via Gorssel, Eefde en Epse naar Deventer.

## Geschiedenis
De eerste plannen voor deze lijn zijn al in 1885 gemaakt door de Geldersch-Overijsselsche Stoomtram Maatschappij. Maar het duurde tot in de nadagen van het stoomtramtijdperk, tot 1926, voor deze tram er ook kwam.
De lijn is uiteindelijk aangelegd door de Tramweg-Maatschappij Zutphen-Emmerik (ZE). Deze maatschappij is mede opgericht op initiatief van de firma Noury & Van der Lande met vestigingen op het Pothoofd in Deventer en in Emmerik. Het bedrijf had namelijk belang bij een tramlijn tussen beide vestigingen. Het eerste deel van de tramlijn van Zutphen tot 's Heerenberg is in gebruik genomen op 12 september 1902. In 1906 trof de ZE de eerste voorbereidingen voor de doortrekking naar Deventer. Pas na een strijd die 20 jaar duurde werd de lijn op 2 oktober 1926 in exploitatie genomen.
Tussen Epse en Deventer reed de tram via de route van de in 1885 geopende tramlijn Deventer - Borculo, die was aangelegd met een spoorwijdte van 1067 mm (kaapspoor). Hier werd in 1926 een drierailig spoor in gebruik genomen. Nadat de tramlijn naar Borculo in 1934 was omgespoord naar 750 mm verviel de derde rail. Ook het nieuw aangelegde tramstation te Deventer had twee spoorwijdten.
Terwijl op het traject Zutphen – Emmerik vanaf 1934 bussen gingen rijden, bleven er op het traject Zutphen – Deventer trams rijden, aangezien een concurrerend bedrijf (de Zutphen Eefde Gorsselsche Omnibusdienst (Z.E.G.O.)) hier sinds 1922/'23 een buslijn exploiteerde die parallel liep aan de tramlijn van de ZE. Na een felle strijd tussen beide maatschappijen werd een belangengemeenschap gesloten, waarbij werd overeengekomen dat de Z.E. gedurende een periode van 10 jaar een gedeelte van de opbrengst van de Z.E.G.O. kreeg.
In de oorlogsjaren reed de Geldersche Tramweg-Maatschappij (GTM), door de brandstofschaarste, een frequente stoomtramdienst op de tramlijn Zutphen – Deventer.  De tramdienst is nog voortgezet tot 18 september 1944. Door vernieling van de bruggen over het Twentekanaal tijdens de bevrijding van het oosten van Nederland in april 1945 is de tramlijn van Zutphen naar Deventer na de Tweede Wereldoorlog niet meer in gebruik genomen en in 1948 opgebroken. 
Het tramstation te Gorssel is nog aanwezig en in gebruik bij de plaatselijke historische vereniging.